# Christian Eichner
Christian Eichner (ur. 24 listopada 1982 w Sinsheim) – niemiecki piłkarz występujący na pozycji obrońcy. Obecnie jest zawodnikiem MSV Duisburg.

## Kariera
Eichner jest wychowankiem klubu FVS Sulzfeld, w którym grę rozpoczął w 1986 roku. W 1996 roku przeszedł do juniorskiej ekipy Karlsruher SC. W 2001 roku został przesunięty do jego rezerw, a przed rozpoczęciem sezonu 2005/2006 został włączony do pierwszej drużyny, wówczas występującej w 2. Bundeslidze. W barwach Karlsruher SC zadebiutował 7 sierpnia 2005 w wygranym 2:0 ligowym meczu ze Sportfreunde Siegen. W debiutanckim sezonie Eichner rozegrał wszystkie 34 ligowe spotkania, a jego klub zajął w lidze szóste miejsce. W sezonie 2006/2007 w lidze zagrał 30 razy, a Karlsruher SC uplasował się na pierwszej pozycji i awansował do ekstraklasy. W Bundeslidze Eichner zadebiutował 12 sierpnia 2007 w wygranym 2:0 pojedynku z 1. FC Nürnberg. 16 września 2007 w wygranym 2:1 meczu z VfL Wolfsburg strzelił pierwszego gola w trakcie gry w ekstraklasie. W sezonie 2008/2009 zajął z klubem przedostatnie, siedemnaste miejsce w lidze i spadł z nim do drugiej ligi. W pierwszej drużynie Karlsruher SC Eichner spędził cztery lata. W tym czasie rozegrał tam 128 spotkań i zdobył 3 bramki.
Od 1 lipca 2009 był zawodnikiem TSG 1899 Hoffenheim.